# Jean-Pierre Sinapi
Pour les articles homonymes, voir Sinapi.
Jean-Pierre Sinapi (né le 28 janvier 1949 à Cahors) est un scénariste et réalisateur français.

## Biographie
Fils de famille nombreuse d'origine italienne dont le père est maçon, immigré en Moselle à Uckange, il est d'abord ingénieur puis professeur de physique dans un lycée. Marqué par le film Accattone de Pier Paolo Pasolini il décide, âgé d'une trentaine d'années, de faire du cinéma. Il se lance dans l'écriture de scénarios principalement pour la télévision, puis passe à la réalisation.

## Filmographie sélective

### Cinéma
- 1987 : Boccetta revient de guerre, court-métrage, réalisation et scénario (prix Perspectives au festival de Cannes)
- 2000 : Nationale 7, réalisation et scénario (prix du public aux festivals de Berlin et San Sebastian, prix de la critique internationale et prix Satyajit Ray au festival de Londres...)
- 2002 : Vivre me tue, réalisation et scénario (Swann d'or festival de Cabourg)
- 2005 : Camping à la ferme, réalisation et scénario

### Télévision
- 1984 : La Vallée des espoirs, scénario
- 1989 : Le Train de Vienne, scénario
- 1990 : La Madone et le dragon, scénario
- 1990 : L'Enfant des loups, scénario
- 1993 : Maigret et l'homme du banc, scénario
- 1993 : Le Prix d'une femme, scénario
- 1994 : Jalna, scénario
- 1995 : La Rivière Espérance, scénario
- 1997 : Un arbre dans la tête, réalisation (Fipa d'or, prix SACD)
- 2000 : Contre la montre, réalisation
- 2003 : Les Beaux Jours, réalisation et scénario (prix de la meilleure réalisation au Festival de la fiction TV de Saint-Tropez, prix fiction TV des lauriers de la radio et de la télévision)
- 2006 : Vive la bombe !, réalisation et scénario (Grand prix au Festival de la fiction TV de Saint- Tropez)
- 2007 : L'Affaire Ben Barka, réalisation
- 2008 : La Maîtresse du président, réalisation
- 2011 : Une vie française, réalisation et scénario (Prix meilleur réalisateur et prix de la meilleure musique originale au festival des créations télévisuelles de Luchon. Prix du Syndicat Français de la critique de cinéma et des films de télévision : meilleure fiction de télévision 2012)

## Récompense
- 2003 : Meilleure réalisation au Festival de la fiction TV de Saint-Tropez pour Les Beaux Jours[1].